# ГЕС П'єрр-Беніт
ГЕС П'єрр-Беніт (фр. barrage et centrale de Pierre-Bénite) — гідроелектростанція на південному сході Франції. Входить до складу каскаду на річці Рона, знаходячись між ГЕС Cusset-Jonage (вище по течії) та Вогрі.
Під час спорудження станції, яке завершилось у 1966 році, праву протоку Рони перекрили греблею, що складається із шести водопропускних шлюзів. Вона спрямовує основну частину води до лівої протоки (каналу), на якій споруджена руслова будівля машинного залу. Створений греблею підпір потребував спорудження дамб довжиною 4,5 км. Крім того, для підтримки судноплавства у складі комплексу облаштовано шлюз.
Машинний зал обладнано чотирма бульбовими турбінами загальною потужністю 84 МВт, які при напорі у 9 метрів забезпечують виробництво 535 млн кВт·год електроенергії на рік.
Відпрацьована вода перш ніж досягти Рони прямує відвідним каналом довжиною 11,2 км.